# Non ou la Vaine Gloire de commander
Pour plus de détails, voir Fiche technique et Distribution.
Non ou la Vaine Gloire de commander (Non, ou a Vã Gloria de Mandar) est un film franco-hispano-portugais réalisé par Manoel de Oliveira, sorti en 1990.

## Synopsis
Histoire des défaites militaires portugaises comme l’assassinat de Viriathus, la Bataille de Toro, la tentative ratée d’Union ibérique sous Afonso de Portugal et Isabelle d’Espagne et la Bataille des Trois Rois.

## Fiche technique
- Titre original : Non, ou a Vã Gloria de Mandar
- Titre français : Non, ou la Vaine Gloire de commander
- Réalisation : Manoel de Oliveira
- Scénario : Manoel de Oliveira d'après le texte historique de P. João Marques
- Direction artistique : Zé Branco et Luís Monteiro
- Décors : Luís Monteiro
- Costumes : Isabel Branco
- Photographie : Elso Roque
- Montage : Manoel de Oliveira et Sabine Franel
- Musique : Alejandro Massó
- Production : Paulo Branco ; Jean-Bernard Fetoux et Gerardo Herrero (associés)
- Sociétés de  production :  Madragoa Filmes (Lisbonne), Tornasol Films (Madrid), Gemini Films et Société générale de gestion cinématographique (Paris)
- Sociétés de distribution : Madragoa Filmes ; Gemma Distribution (France)
- Pays d'origine :  Portugal,  Espagne,  France
- Langues originales : portugais, espagnol
- Format : Couleurs - 35 mm - 1,85:1 - Dolby stéréo
- Genre : drame, historique et guerre
- Durée : 110 minutes
- Dates de sortie : 
  - France :  26 septembre 1990
  - Portugal : 12 octobre 1990

## Distribution
- Luís Miguel Cintra : Ens. Cabrita / Viriato / don João de Portugal
- Diogo Dória : Manuel / un soldat portugais / le cousin de don João
- Miguel Guilherme : Salvador/ un soldat portugais / un soldat espagnol
- Luís Lucas : le caporal. Brito/ un soldat portugais / un noble espagnol
- Carlos Gomes : Pedro / un soldat espagnol
- António S. Lopes : un soldat / un soldat portugais / un soldat espagnol
- Mateus Lorena : don Sebastião
- Lola Forner : doña Isabel
- Raúl Fraire : don Afonso
- Ruy de Carvalho : le prêtre aux funérailles / le soldat suicidaire
- Teresa Menezes : Vénus
- Leonor Silveira : Tethys
- Paulo Matos : l'opérateur radio / Vasco de Gama
- Francisco Baião : don João
- João Bénard da Costa : le baron d'Alvito
- Luís Mascarenhas : Afonso V